# Brachynemurinae
Brachynemurinae is een onderfamilie van netvleugelige insecten die behoort tot de familie mierenleeuwen (Myrmeleontidae). 

## Taxonomie
Er zijn 25 geslachten die verdeeld zijn in drie geslachtsgroepen (tribus).

Onderfamilie Brachynemurinae

- Tribus Brachynemurini
  - Geslacht Dejuna
  - Geslacht Ensorra
  - Geslacht Argentoleon
  - Geslacht Chaetoleon
  - Geslacht Clathroneuria
  - Geslacht Mexoleon
  - Geslacht Brachynemurus
  - Geslacht Scotoleon
  - Geslacht Venezueleon
  - Geslacht Atricholeon
  - Geslacht Abatoleon
  - Geslacht Austroleon
  - Geslacht Ameroleon
  - Geslacht Ameromyia
- Tribus Gnopholeontini
  - Geslacht Gnopholeon
  - Geslacht Maracandula
  - Geslacht Menkeleon
  - Geslacht Tyttholeon
- Tribus Lemolemini
  - Geslacht Ecualeon
  - Geslacht Neulatus
  - Geslacht Sical
  - Geslacht Galapagoleon
  - Geslacht Elicura
  - Geslacht Jaffuelia
  - Geslacht Lemolemus